# Cerylon castaneum
Cerylon castaneum is een keversoort uit de familie dwerghoutkevers (Cerylonidae). De wetenschappelijke naam van de soort werd in 1827 gepubliceerd door Thomas Say.